# Honceariv, Tlumaci
Honceariv (în ucraineană Гончарів) este un sat în așezarea urbană Obertîn din raionul Tlumaci, regiunea Ivano-Frankivsk, Ucraina.

## Demografie
Componența lingvistică a localității Honceariv
     Ucraineană (100%)
Conform recensământului din 2001, toată populația localității Honceariv era vorbitoare de ucraineană (100%).